# Neve-da-montanha
Neve-da-montanha (Euphorbia leucocephala) é um arbusto endêmico do México e da Mesoamérica.

## Outros nomes, grafias e etimologia
Outros nomes comuns incluem: Neve-do-kilimanjaro, Flocos-de-neve, Flocos-de-coco, Leiteiro-branco, Cabeleira-de-velho, Buquê-de-noiva, Noivinha.

## Descrição
Planta perene, tóxica, pode alcançar até 3 metros de altura e seu caule é muito ramificado de casca marrom claro a acinzentado. Sua copa é arredondada e frondosa, de folhas elípticas, verdes e decíduas, além de abundantemente florífera. As inflorescências são do tipo umbela, constituídas por pequenas flores brancas em forma de estrela circundadas por brácteas vistosas de coloração branco-creme. As flores surgem no outono e inverno e são perfumadas, lembrando a Cestrum nocturnum só que mais suave.

## Toxicidade
É fundamental usar luvas sempre que estiver fazendo o manuseio da planta porque a sua seiva que é tóxica, pode causar irritação na pele. O ideal é que não seja plantada onde circulem crianças e animais, o perigo com relação à sua toxidade está em ingerir a sua folha e não em tocá-la propriamente, porque a toxidade da Neve da Montanha se encontra em sua seiva.

## Jardinagem
Na jardinagem é usada como planta arbustiva ornamental isolada ou em grupos no meio de gramados, formando maciços e renques. As podas, quando bem conduzidas, deixam a planta com aspecto ainda mais compacto e podem a transformar em arvoreta ou cerca viva informal. Gosta de sol pleno e sem luz não floresce. Se ficar exposta a iluminação artificial seu florescimento pode ser inibido ou ficar atrasado.
Um exemplo de seu valor ornamental é a  entrada da cidade Santa Rita do Passa Quatro, que chama atenção dos moradores e turistas por apresentar dezenas de arbustos Neve-da-montanha.